# Imtan
Imtan (arab. امتان) – miejscowość w Syrii, w muhafazie As-Suwajda. W 2004 roku liczyła 2495 mieszkańców.